# Acalypha hibiscifolia
Acalypha hibiscifolia là một loài thực vật có hoa trong họ Đại kích. Loài này được Britton mô tả khoa học đầu tiên năm 1895.